# Miel de Provence
Le miel de Provence est protégé par un label rouge associé à une indication géographique protégée tant pour le miel toutes fleurs et que pour le miel de lavande et lavandin.

## Labellisation
Depuis le 14 novembre 2005, l’IGP Miel de Provence est enregistrée dans le répertoire européen des IGP et AOP. Depuis ce jour, l’appellation Provence pour les miels est protégée et est réservée aux opérateurs qui respectent le cahier des charges IGP et/ou les référentiels techniques de signe de qualité qui y sont associés. 
Le "miel de lavande" et le "miel toutes fleurs de Provence" peuvent touts deux bénéficier d'un label rouge depuis 1989 et 1994. L'arrêté du 30 juillet 2009 concernant l'attribution du label rouge associé à une indication géographique protégée pour le miel de Provence a été publié au Journal officiel no 0195 du 25 août 2009

## Producteurs et production

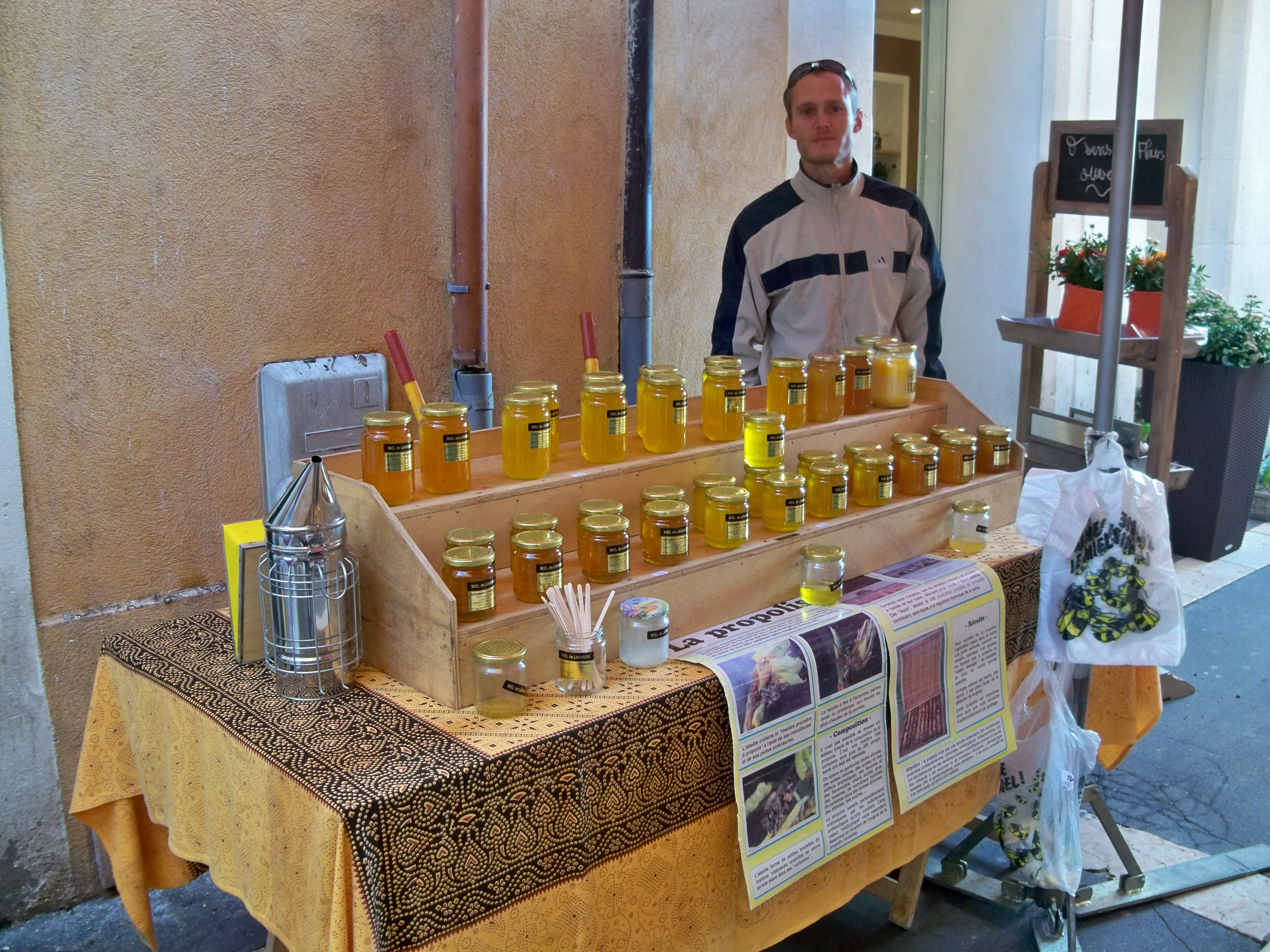
Stand de Denis Catalano, apiculteur au marché d'Apt dans la rue Saint-Pierre

L'apiculture mobilise nombre de producteurs. Ils sont estimés à 4 500 dont 700 possèdent entre 70 et 150 ruches. La région compte un grand nombre d'apiculteurs professionnels : plus de 300 apiculteurs de plus de 150 ruches. La production régionale est de 2 000 T/an soit 8 % de la production nationale. Nombre d'entre eux pratiquent la transhumance selon un trajet allant du littoral vers la Haute-Provence, en passant par les Alpes du Sud. Certains pratiquent la grande transhumance en amenant leurs ruches sur les secteurs de production des miels d'acacia, de châtaignier ou de sapin dans la vallée du Rhône et au-delà.
En Provence, l'été est la saison privilégiée pour la production du miel de lavande et les ruches sont installées dans une zone limitée au Nord par une ligne Montélimar / Digne avec au Sud le mont Ventoux, le plateau d'Albion, la montagne de Lure, les monts de Vaucluse et le massif du Luberon. Dans le département des Alpes de Haute-Provence, le miel de lavande est produit dans le secteur de Banon et sur le plateau de Valensole. Le miel toutes fleurs est élaboré dans une vaste zone limitée par Nîmes, Montélimar, Gap, Digne, Nice, Toulon, Marseille et Avignon.
Mais bien d'autres miels de cru sont produits par ces apiculteurs dans la garrigue (miels de romarin, de thym) ou dans le maquis (miels de bruyère, d'arbousier...).

## Une réputation historique

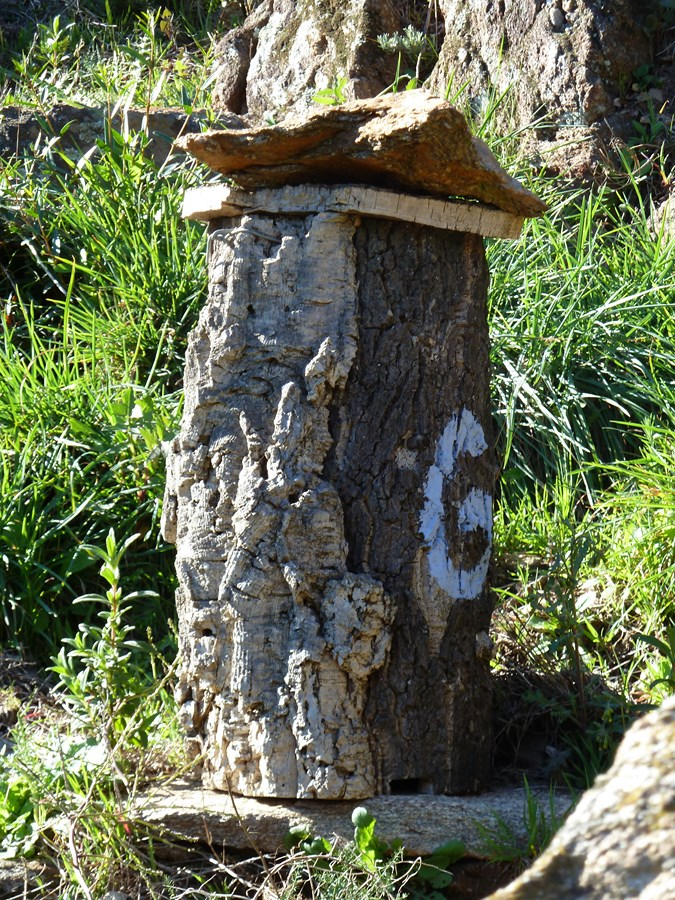
Le brusc, première ruche des apiculteurs provençaux

Le miel de Provence a gagné sa notoriété dès le XVe siècle. C'est la période où il connait un développement important grâce à la demande des marchands italiens qui le considéraient alors comme le « meilleur des bons miels ». Sa qualité et son prestige reste intact à tel point qu'il résiste pendant très longtemps à la consommation massive de sucre. Ce fut au cours du XXe siècle que les miels récoltés dans les régions de Grasse, de Brignoles, des Alpes provençales, du Mont Ventoux ou de Barcelonnette se forgèrent une réputation de qualité qui leur a permis d'obtenir l'IGP en 2005. 
À titre d'exemple, dans la montagne de Lure, le rucher familial relève d'une longue tradition. Il fournissait à la fois un complément de revenu et c'était le seul moyen de sucrer. Jusqu'au milieu du XXe siècle, les ruches étaient aménagées dans des troncs d'arbres creux — les bruscs — et leur nombre variait en fonction des essaims récoltés au printemps puisque chaque récolte de miel tuait les abeilles. La division du travail dans chaque famille était identique. L'homme était chargé du brusc et de lever le miel, la femme extrayait celui-ci des gâteaux de cire en utilisant la chaleur du foyer. C'était un miel toutes fleurs qui servait à sucrer les boissons, confectionner des gâteaux, préparer du nougat, confire des fruits ou réaliser des onguents. Les marchands-droguistes de Lure faisaient entrer cire et miel dans leurs préparations médicamenteuses. Mais la cire était aussi utilisée pour encaustiquer les meubles, son surplus étant vendu aux menuisiers et aux ébénistes ou consacré à confectionner des bougies et des cierges.
L'apiculture va se transformer au cours des années 1920 avec la mise en culture de la lavande et du lavandin sauvages. Puis par le remplacement progressif durant les années 1930 des bruscs par des ruches à cadres. Celles-ci se généralisèrent dans la décennie suivante. Dès lors, la transhumance des ruchers dans les champs de lavande devint l'une des caractéristiques de l'apiculture provençale. Ces déplacements se firent initialement par les producteurs locaux grâce à une remorque attelée au car reliant Forcalquier à Banon et desservant Lardiers, l'Hospitalet et Saumane. Ils furent imités par les apiculteurs de Vaucluse qui organisèrent le déplacement de leurs ruches par charrois vers les Basses-Alpes.

Ruchers en Provence
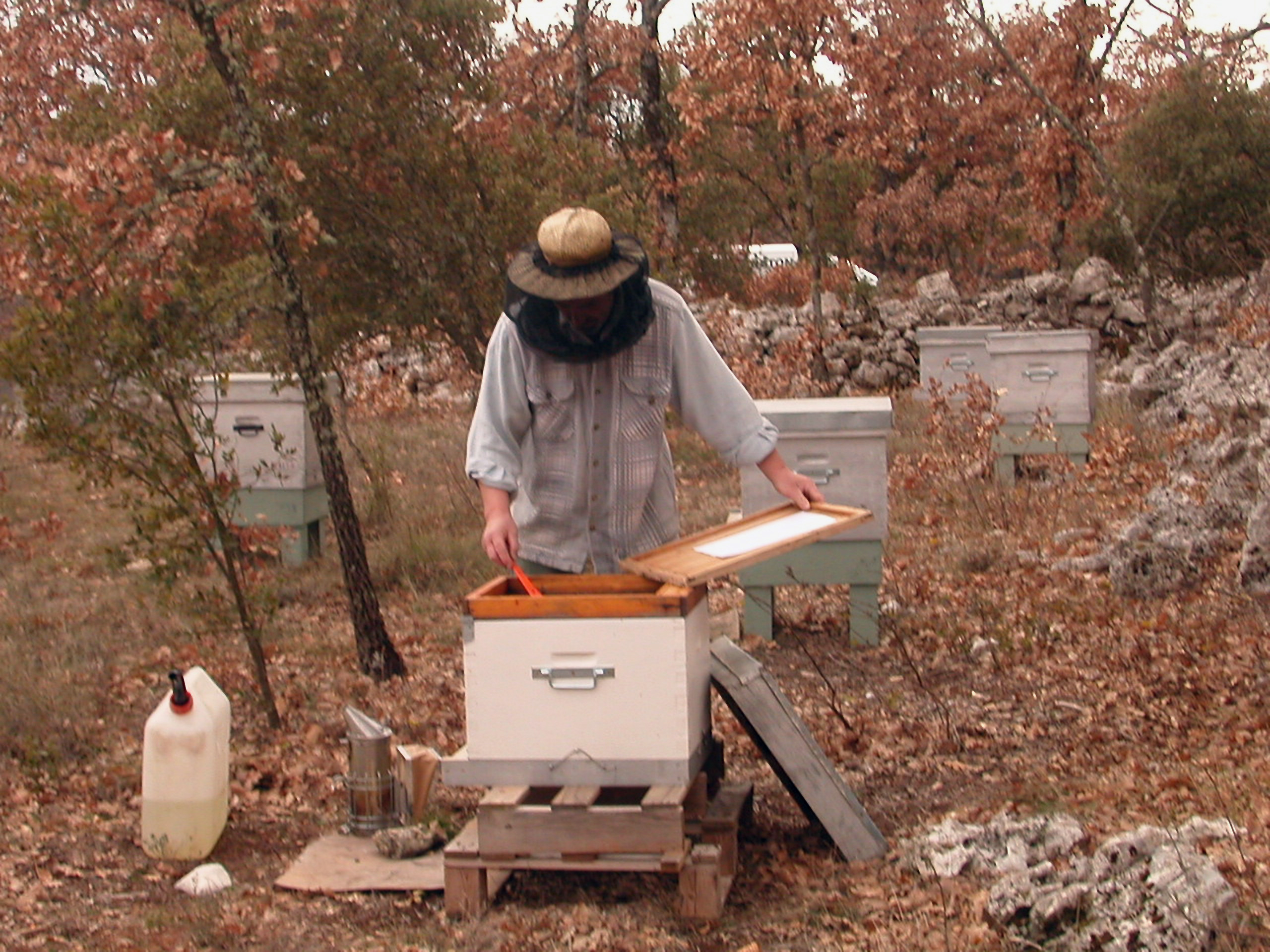
Nourrissage d'hiver
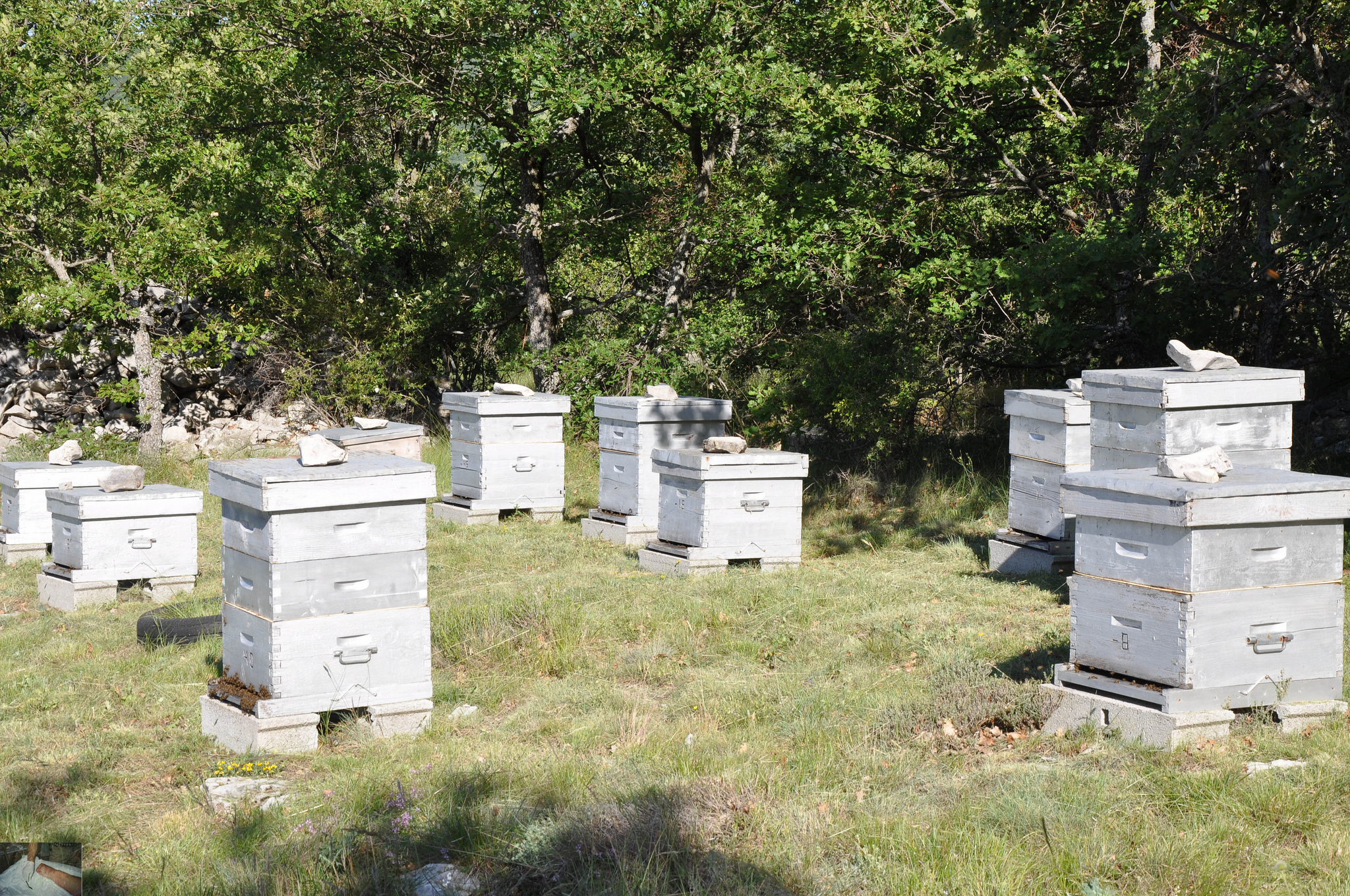
Apiculture dans les Alpes provençales
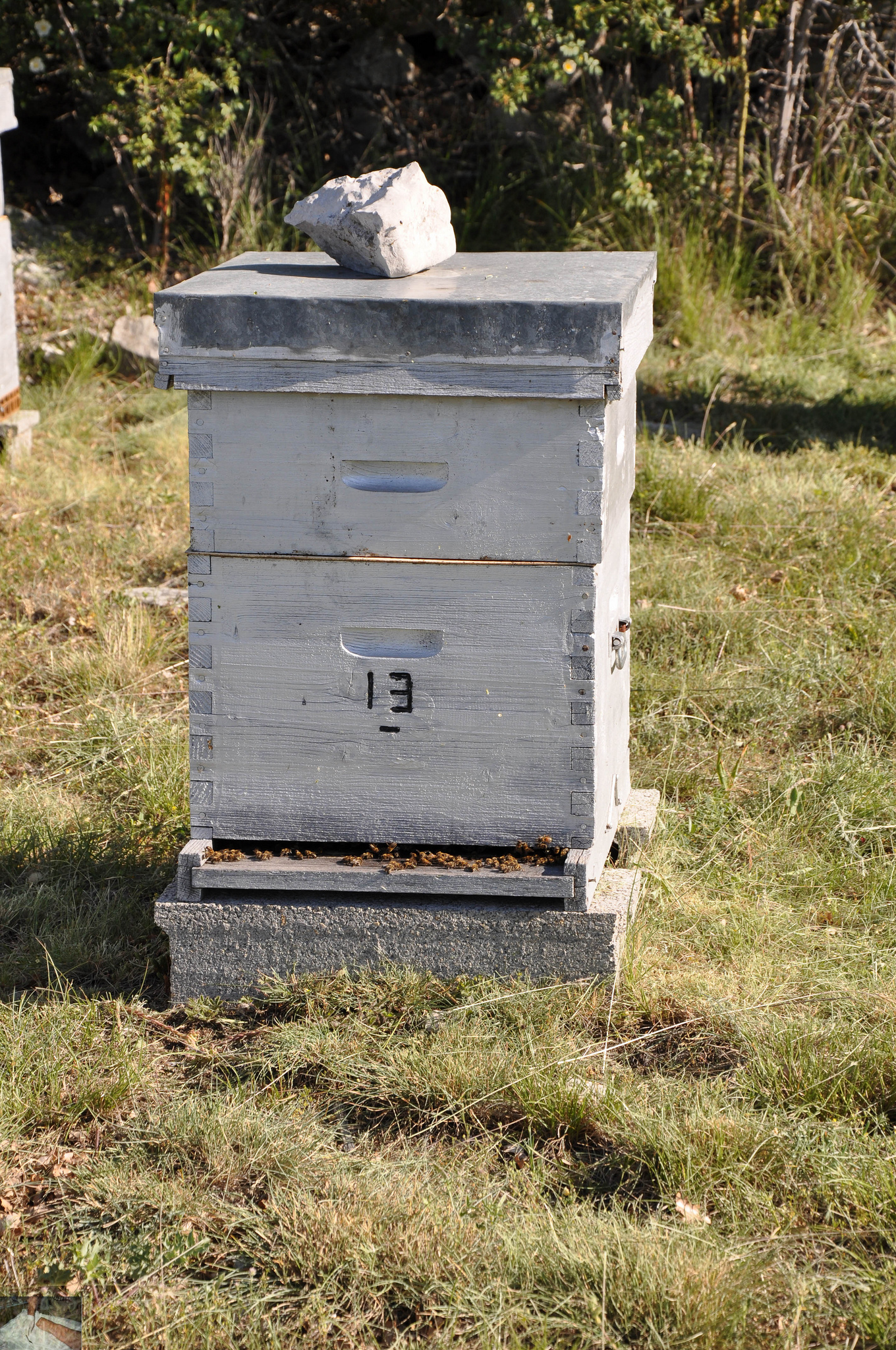
Ruche entre l'Hospitalet et Lardiers
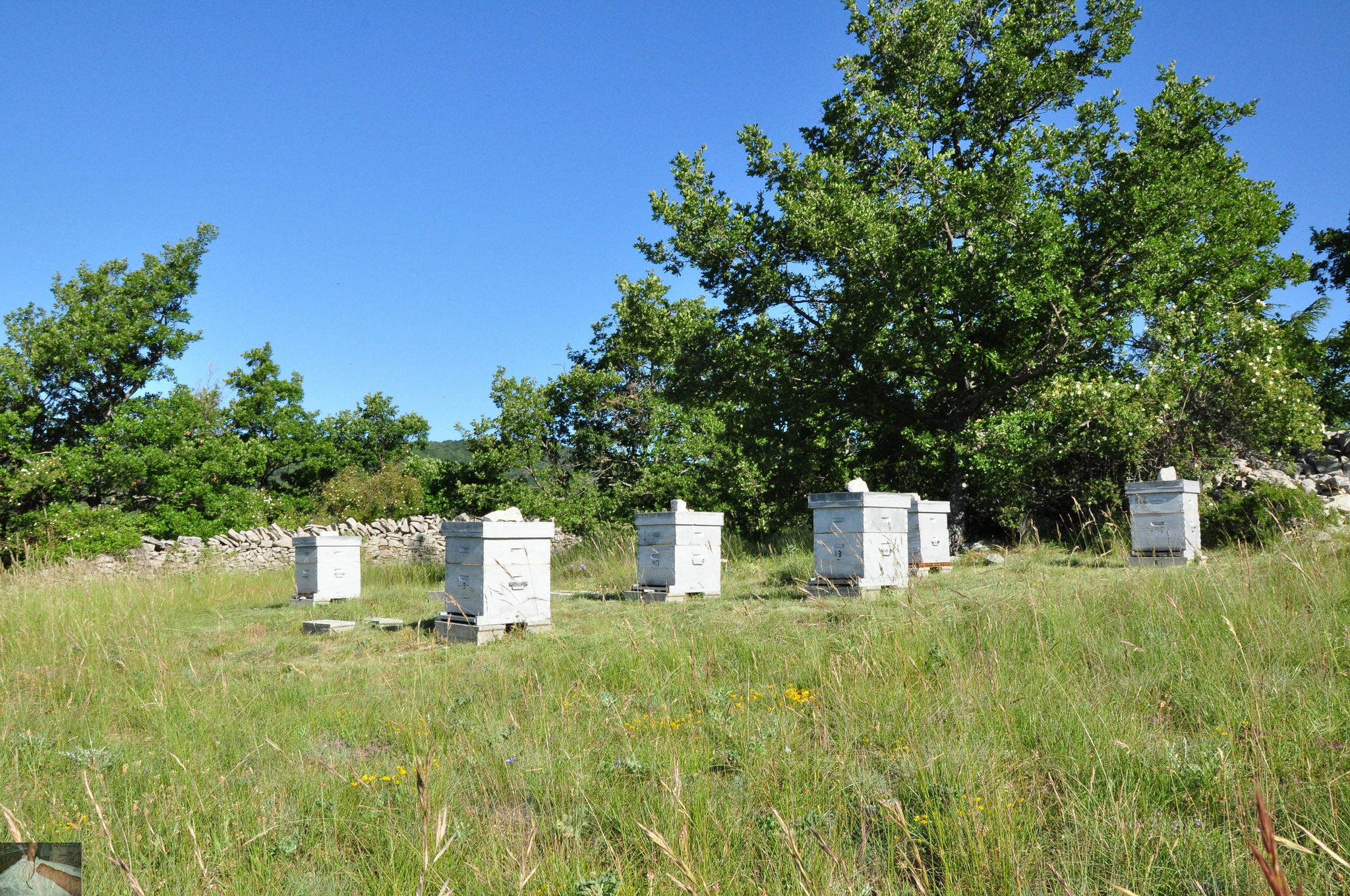
Ruches en Haute-Provence
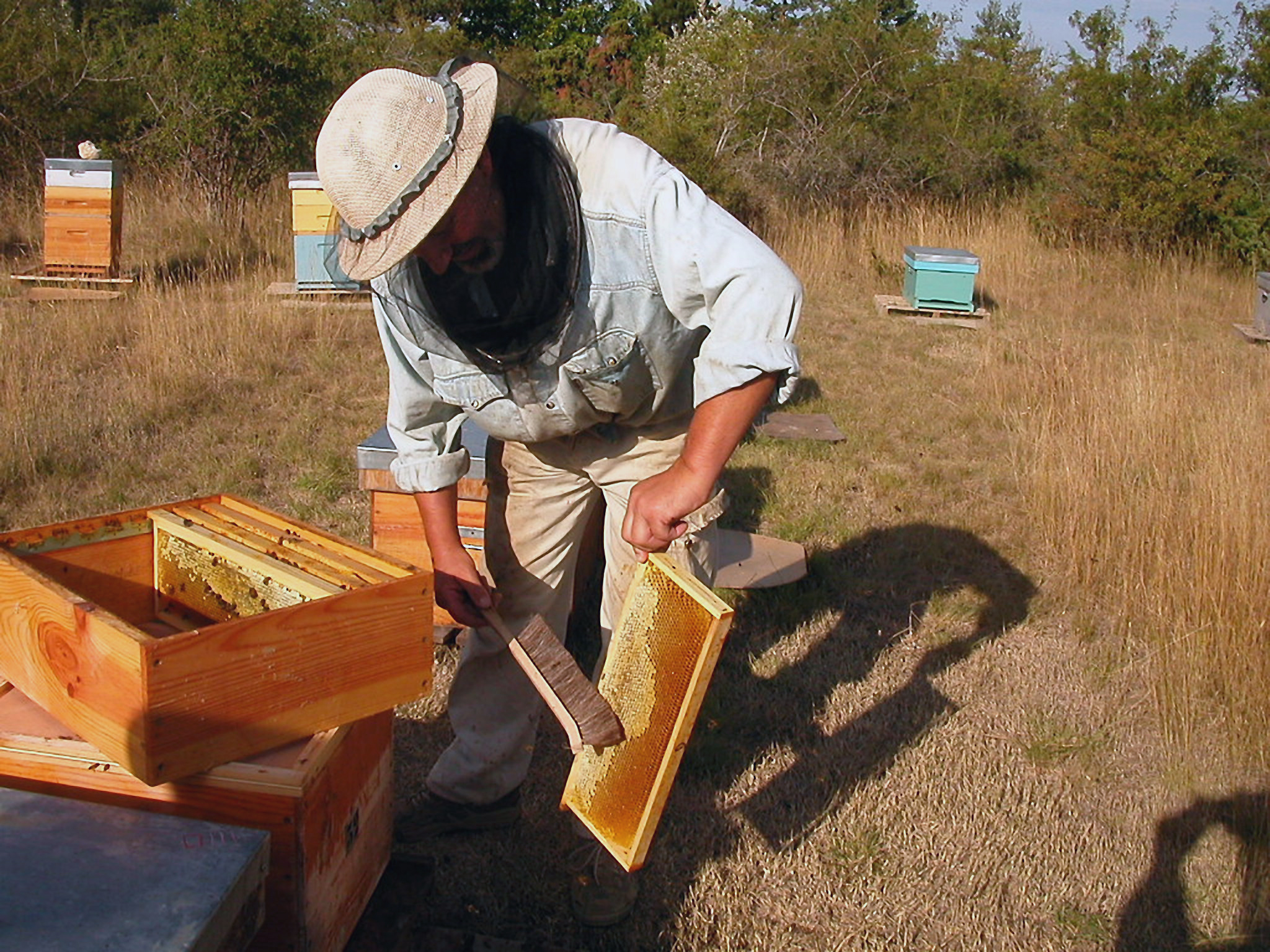
Apiculteur lors de la récolte